# Dobra (powiat bolesławiecki)

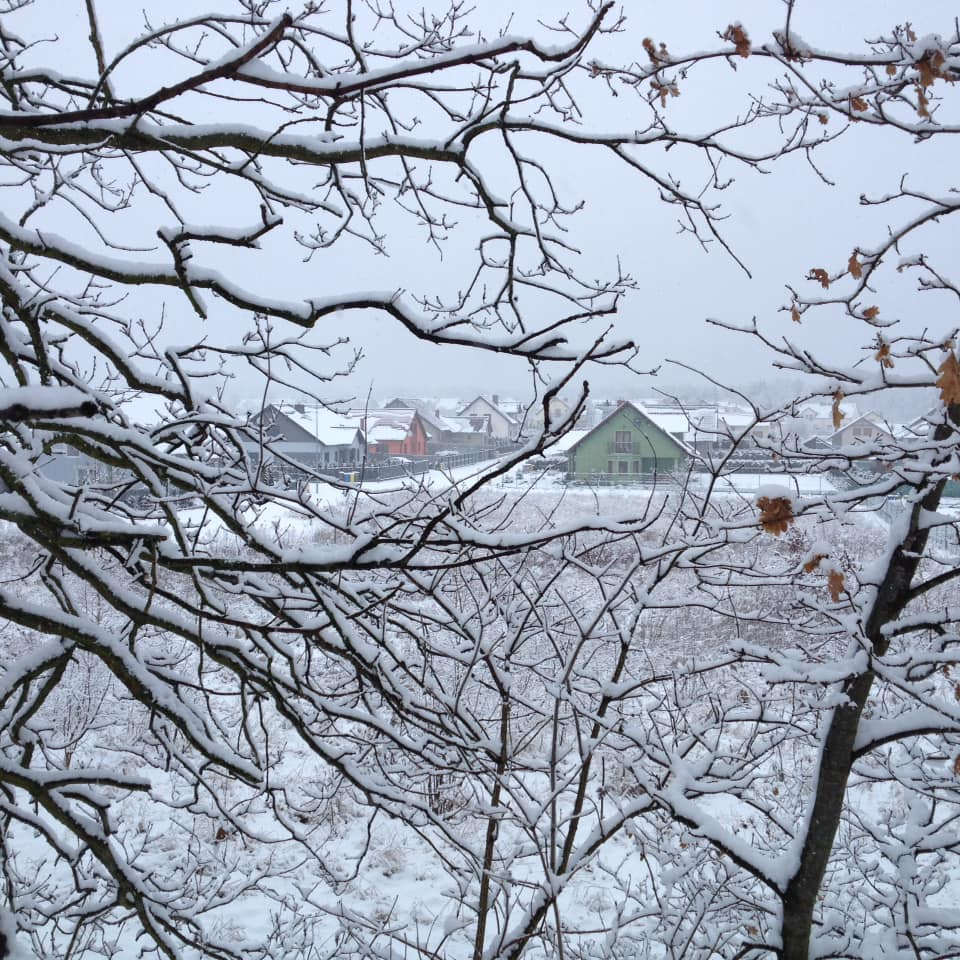
Nowe osiedle w Dobrej

Dobra (niem. Dobrau) – wieś w Polsce położona w województwie dolnośląskim, w powiecie bolesławieckim, w gminie Bolesławiec.
W latach 1975–1998 miejscowość należała administracyjnie do województwa jeleniogórskiego.

## Położenie
Wieś leży w Borach Dolnośląskich, przy drodze wojewódzkiej nr 350.

## Nazwa
Nazwa miejscowości wywodzi się od polskiej nazwy określającej wartość – dobra. Heinrich Adamy w swoim dziele o nazwach miejscowych na Śląsku wydanym w 1888 roku we Wrocławiu jako najstarszą nazwę miejscowości wymienia Dobry podając jej znaczenie Gutwohne, czyli po polsku Dobre mieszkanie. Pierwotna nazwa została później przez Niemców fonetycznie zgermanizowana na Dobrau tracąc swoje pierwotne znaczenie.

## Historia
Dobra jest jedną z najstarszych wsi w Borach Dolnośląskich, podczas wykopalisk archeologicznych odkryto ślady osadnictwa z czasów kultury łużyckiej. Pierwszy zapis dotyczący obecnej wsi pochodzi z 1399, w 1484 stała się własnością miasta Bolesławca. W przeszłości traktowaną ją jako przysiółek wsi Bolesławice, samodzielnym sołectwem została w 1805. W pobliżu działała kopalnia piaskowca kredowego z którego powstał m.in. wiadukt kolejowy w Bolesławcu. W wyrobisku poeksploatacyjnym znajduje się jaskinia Dobra.

## Dobra teraz
Sołtysem jest Marcin Bachór. W 2018 roku została utworzona lokalna witryna informacyjna „To, co w Dobrej piszczy”.